# 丹凤站 (陕西省)
丹凤站，位于中华人民共和国陕西省商洛市丹凤县，是宁西铁路上的火车站，建于2004年，西安铁路局管辖。

## 車站周邊
- 金山国际酒店

## 歷史
- 建于2004年。

## 外部連結
- 中国铁路客户服务中心（页面存档备份，存于）